# Shy'm
Tamara Marthe (Trappes, 28 de noviembre de 1985), más conocida como Shy'm, es una cantante, compositora y actriz francesa. Saltó a la fama en el año 2006 con su álbum debut Mes Fantaisies y desde ahí ha liberado tres álbumes más, Reflets en 2008, Prendre L'air en 2010 y Caméléon en 2012. Shy'm es considerada una de las cantantes más exitosas del siglo XXI en Francia, con tres álbumes con certificación de platino, incluyendo su álbum N° #1 Caméléon (2012). En 2012 ganó el premio "Francophone Female Artist of the Year" en los NRJ Music Awards, premio que volvería a ganar en la edición de los premios del año 2013. También se destaca por los grandes éxitos Si Tu Savais y Et Alors !, los cuales han alcanzado el puesto N° 2 en la lista de singles francesa. Es hoy en día considerada una de las cantantes pop más populares en Francia.

## Biografía

### Primeros años
Shy'm nació en la localidad de Trappes, Francia. Hija de padre con orígenes caribeños y de madre francesa, siempre estuvo ligada al mundo de las artes y la música debido a ellos. A temprana edad se interesó por el baile y la música, y tomó clases de baile. Ahí tomó el apodo de Spicy Tam debido a la pasión y dedicación que ponía al momento de bailar.
En los estudios obtuvo su diploma a los 17 años, y en el intertanto ella realizaba demos de diversas canciones, pero evitando la exposición pública. Luego de esto, se trasladó a París para enviar sus canciones a las compañías discográficas. En ese entonces es descubierta por el rapero K'Maro, y así obtuvo inmediatamente un contrato discográfico. Tamara decide tomar el pseudónimo de Shy'm, el cual es una combinación de Shy (tímido en inglés) y la isla de Martinica (lugar de origen de su padre). Inicialmente Tamara se consideraba una persona tímida, incluso el solo hecho de pensar en pararse en un escenario le provocaba pánico, pero luego aclaró que gracias a su dedicación y pasión por la música la llevaron a vencer su timidez, y ahora aclara que se siente complacida de pararse frente al público.

## Carrera musical
Su primera participación musical sería en una canción del rapero K'Maro llamada Histoires de Luv, la cual alcanzó ser un hit top 10 en Francia en el año 2005. Al año siguiente publicó su álbum debut Mes Fantaisies, apoyado por su primer sencillo Femme de Couleur, el cual alcanzó el puesto N.° 5 de las listas francesas. Luego liberó Victoire y Oublie-Moi, los cuales alcanzaron el puesto 4 y 14 respectivamente.
Luego en el año 2008 lanza el álbum Reflets que no provocaría el mismo impacto que su antecesor, pero que liberó el sencillo Si Tu Savais, que alcanzó el puesto N° 2 en las listas francesas en el año 2009 y se convirtió hasta ese entonces en su mayor éxito comercial.
Dos años más tarde publica Prendre L'air, el cual tiene una buena recepción crítica y comercial, llegando a ser certificado platino por más de 100.000 copias vendidas en su país natal. Aunque los primeros singles (Je Sais y Je Suis Moi) no tuvieron un buen desempeño comercial, el álbum se afirmaría del tercer single, la canción que da nombre al álbum (Prendre L'air), la cual alcanza el puesto 21 en Francia. Además se liberaron los sencillos Tourne y En Apesanteur que lograron llegar al top 40 de las listas.
Cabe destacar que en el año 2011 participó de la segunda temporada del programa de baile Danse Avec Les Stars, en el cual se reflejó sus conocimientos de baile y el cariño del público, el cual la tenía como la gran favorita de la temporada. Finalmente el 19 de noviembre de 2011, ella y su bailarín son proclamados ganadores.
En el año 2012 libera su cuarto álbum, Caméléon, el cual debuta directo en el primer puesto de la lista de álbumes de Francia, convirtiéndose en su primer álbum en lograr esta hazaña. Este se vio acompañado del hit Et Alors !, el cual se convertiría en su canción más exitosa a la fecha, logrando el segundo puesto en Francia y llegando a ser uno de los grandes hits de ese año en el país. Continuando con la promoción de su álbum, libera los sencillos On Se Fout De Nous (que logra el puesto 24 en las listas francesas) y Et Si (N° 51). Ese mismo año participa del compilado Génération Goldman en el cual participaron varios artistas de la escena musical actual en Francia en honor al cantante Jean-Jacques Goldman.
En el año 2019 presenta su último álbum, Agapé.

## Discografía

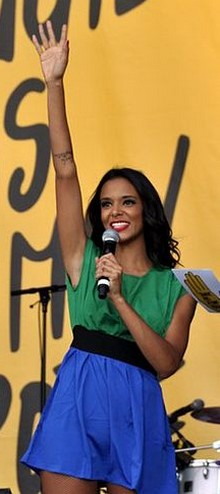
Shy'm cantando en París en el Bastille Day 2011.

### Álbumes
En estudio
| Año  | Álbum          | Charts | Charts    | Charts | Ventas (en Francia) | Certificaciones |
| Año  | Álbum          | FRA    | BEL (Val) | SUI    | Ventas (en Francia) | Certificaciones |
| ---- | -------------- | ------ | --------- | ------ | ------------------- | --------------- |
| 2006 | Mes Fantaisies | 6      | 18        | 49     | 250 000             | 2× Platino      |
| 2008 | Reflets        | 4      | 13        | 55     | 100 000             | Oro             |
| 2010 | Prendre l'air  | 6      | 29        | 78     | 300 000             | 3× Platino      |
| 2012 | Caméléon       | 1      | 3         | 26     | 300 000             | 3× Platino      |
| 2014 | Solitaire      | 8      | 17        | 30     | 150 000             | Platino         |
| 2015 | À nos dix ans  | 3      | 7         | 10     | 70 000              | Oro             |
| 2017 | Héros          | 6      | 9         | 8      | 30 000              |                 |
| 2019 | Agapé          | 12     | 26        | 21     | 10 000              |                 |

### Sencillos
| Año  | Título                             | Charts | Charts    | Charts | Álbum          |
| Año  | Título                             | FRA    | BEL (Val) | SUI    | Álbum          |
| ---- | ---------------------------------- | ------ | --------- | ------ | -------------- |
| 2006 | "Femme de couleur"                 | 5      | 6         | 30     | Mes Fantaisies |
| 2006 | "Victoire"                         | 4      | 4         | 34     | Mes Fantaisies |
| 2007 | "T'es parti"                       | —      | 59        | —      | Mes Fantaisies |
| 2007 | "Oublie-moi"                       | 14     | 60        | —      | Mes Fantaisies |
| 2007 | "Rêves d'enfants"                  | —      | —         | —      | Mes Fantaisies |
| 2008 | "La première fois"                 | 147    | 15        | —      | Reflets        |
| 2008 | "Si tu savais"                     | 2      | 40        | 91     | Reflets        |
| 2009 | "Step Back" (con Odessa Thornhill) | —      | —         | —      | Reflets        |
| 2010 | "Je sais"                          | 70     | 25        | 68     | Prendre l'air  |
| 2010 | "Je suis moi"                      | 127    | 59        | —      | Prendre l'air  |
| 2010 | "Prendre l'air"                    | 21     | 67        | —      | Prendre l'air  |
| 2011 | "Tourne"                           | 35     | 65        | —      | Prendre l'air  |
| 2011 | "En apesanteur"                    | 32     | 28        | —      | Prendre l'air  |
| 2012 | "Et alors !"                       | 2      | 4         | 58     | Caméléon       |
| 2012 | "On se fout de nous"               | 24     | 13        | —      | Caméléon       |
| 2012 | "Et si"                            | 51     | 56        | —      | Caméléon       |
| 2013 | "Caméléon"                         | 124    | —         | —      | Caméléon       |
| 2013 | "Contrôle"                         | —      | 61        | —      | Caméléon       |
| 2014 | "La malice"                        | 4      | 34        | —      | Solitaire      |
| 2014 | "L'effet de serre"                 | 29     | 48        | —      | Solitaire      |
| 2015 | "On s'en va"                       | 174    | —         | —      | Solitaire      |
| 2015 | "Silhouettes"                      | —      | 81        | —      | Solitaire      |
| 2015 | "Il faut vivre"                    | 128    | —         | —      | À nos dix ans  |
| 2015 | "Tandem"                           | 171    | 52        | —      | À nos dix ans  |
| 2017 | Mayday (con Kid Ink)               | 42     | —         | —      | Héros          |
| 2017 | Si tu m’aimes encore               | 34     | —         | —      | Héros          |
| 2018 | Madinina                           | —      | —         | —      | Héros          |
| 2018 | La go                              | 180    | —         | —      | Agapé          |
| 2019 | Absolem (con Youssoupha & Kemmler) | 69     | —         | —      | Agapé          |
| 2019 | Puerto Rico (con Vegedream)        | 55     | —         | —      | Agapé          |
| 2019 | Amiants (con Jok'Air)              | 42     | —         | —      | Agapé          |
| 2019 | Olé Olé (con Kayna Samet & Chilla) | —      | —         | —      | Agapé          |
| 2019 | Sourire (con L'Algérino)           | —      | —         | —      | Agapé          |
| 2020 | Boy                                | 39     | —         | —      | Jour 222       |
| 2020 | Ensemble                           | 71     | —         | —      | Jour 222       |
| 2021 | Tadada Tututu                      | —      | —         | —      | N/A            |
| 2021 | Sunset Pyromane                    | —      | —         | —      | N/A            |
| 2022 | Elle danse encore                  | —      | —         | —      | N/A            |

Colaboraciones
| Año  | Canción             | Artista          | Álbum                  |
| ---- | ------------------- | ---------------- | ---------------------- |
| 2005 | «Histoires de Luv»  | K.Maro           | Million Dollar Boy     |
| 2010 | «L'un pour l'autre» | K.Maro           | 01.10                  |
| 2011 | «White Christmas»   | Michael Bublé    | Christmas              |
| 2011 | «Des ricochets»     | Paris África     | Collectif Paris Africa |
| 2016 | «Vivre ou survivre» | Daniel Balavoine | Balavoine(s)           |
| 2019 | Nous deux           | Lorenzo          | Sex in the City        |
| 2023 | Givré               | Vartang          |                        |

## Giras musicales
- 2011-2013: Shimi Tour (50)
- 2015: Paradoxale Tour (50)
- 2018: Concerts Exceptionnels (40)
- 2019: Agapé Tour (20)